# Momoka Horikawa
Momoka Horikawa (en japonés: 堀川桃香, Horikawa Momoka; Taiki, 10 de julio de 2003) es una deportista japonesa que compite en patinaje de velocidad sobre hielo. Ganó tres medallas en el Campeonato Mundial de Patinaje de Velocidad sobre Hielo en Distancia Individual entre los años 2023 y 2025, en la prueba de persecución por equipos.

## Palmarés internacional
| Campeonato Mundial en Distancia Individual | Campeonato Mundial en Distancia Individual | Campeonato Mundial en Distancia Individual | Campeonato Mundial en Distancia Individual |
| Año                                        | Lugar                                      | Medalla                                    | Prueba                                     |
| ------------------------------------------ | ------------------------------------------ | ------------------------------------------ | ------------------------------------------ |
| 2023                                       | Heerenveen (Países Bajos)                  | Medalla de plata                           | Persecución por equipos                    |
| 2024                                       | Calgary (Canadá)                           | Medalla de bronce                          | Persecución por equipos                    |
| 2025                                       | Hamar (Noruega)                            | Medalla de plata                           | Persecución por equipos                    |